# Кейт Ленгброк
Кетрін Елізабет Вільгельміна Б'ювінг «Кейт» Ленгброк (англ. Katherine Elizabeth Wilhelmina Beuving «Kate» Langbroek; 8 серпня 1965, Брисбен, Квінсленд, Австралія) — австралійська акторка, сценаристка, телеведуча і журналістка.

## Біографічні дані
Кетрін Ленгброк народилася 8 серпня 1965 року у Брисбені (штат Квінсленд, Австралія) в сім'ї ямайського, єврейського і данського походження. Її мати Енн походженням з Ямайки, батько Ян Лангброк, голландець, зустрілися, працюючи місіонерами в Папуа-Новій Гвінеї. Брат — політик Джон-Пол Ленгброк.
На даний час проживає в Мельбурні.

## Кар'єра
Ленгброк розпочала журналістську кар'єру на початку 1980-тих, невдовзі після закінчення середньої школи. Ленгброк найбільш відома як ведуча ранкового шоу «Hughesy & Kate» на радіо «Nova 100», яке вона веде, починаючи з 2001 року.
У 1990-тих-2000-них роках Кейт Ленгброк також знімалася в кіно і писала сценарії до кінофільмів.
У 2006 році Лангбрук була учасницею «Танців із зірками» (дійшла до 8 епізоду), а також запрошеною співведучою ранкового шоу Network The Circle.

## Особисте життя
З 2003 року одружена з Пітером Алленом Ленгброком. Має четверо дітей: син Льюїс Жан Ленгброк-Льюїс (нар. 2003), дочка Сандей Ліл Ленгброк-Льюїс (29.04.2005) сини Арт Онор Ленгброк-Льюїс (03.02.2007) та Жан Аллен Ленгброк-Льюїс (2009).